# Ансо дьо Кайо
Ансо дьо Кайо (на френски: Anseau de Cayeux) е френски рицар от Пикардия, участник в Четвъртия кръстоносен поход. Регент на Латинската империя.

## Биография
Ансо (или Анселм) дьо Кайо (Anselme de Cayeux) е роден в гр. Кайо сюр Мер (Cayeau-sur-Mer) в графството Сент Пол на брега на Ла Манш.Той е син на Арнул дьо Кайо и Алис дьо Белингам. Брат му Гийом дьо Кайо, участва в Третия кръстоносен поход. Ансо дьо Кайо „взима кръста“ през 1200 г. и под командата на своя сюзерен граф Юг IV дьо Сент Пол се включва в Четъртия кръстоносен поход. Участва в превземането на Константинопол през 1204 г. След смъртта на граф Юг, дьо Кайо преминава под командата на Хенрих Фландърски и участва в битката при Адрамит в Мала Азия. След като император Балдуин I e пленен от българите в битката при Адрианопол, Хенри е избран за регент на Латинската империя. Той назначава Ансо дьо Кайо за командир на гарнизона на Виза, давайки му шест рицаря и отряд войници с които защитава града от българския цар Калоян, чиито войски опустошават цяла Тракия. След като Хенрих Фландърски е избран за император, Ансо дьо Кайо го следва във всички битки с българи и никейци. През 1207 г. участва в спасяването на Рение дьо Три от замъка Естенемак в Родопите. През същата година заедно с Конон дьо Бетюн води неуспешни преговори с ломбардските барони на Равано дале Карчери, които отказват да признаят сюзеренитета на император Хенри. През 1208 г. участва в битката при Пловдив, в която латинската армия разбива българския цар Борил.
След смъртта на император Хенрих, Ансо де Кайо се утвърждава като като едно от главните барони в Латинската Империя. През 1219 г. при избирането на Конон дьо Бетюн за регент на Робер дьо Куртене, Ансо дьо Кайо оглавява списъка на константинополските барони.
Около 1230 г. дьо Кайо се жени за византийската принцеса Евдокия Ласкарина, дъщеря на никейския император Теодор Ласкарис. Принцесата първоначално е предложена за съпруга на латинския император Робер дьо Куртене, но бракът не се сключва. През 1237 г. след смъртта на Жан дьо Бриен, Ансо дьо Кайо е избран за регент на император Балдуин II дьо Куртене.
След неуспешната обсада на Константинопол и смъртта на Жан дьо Бриен, българският цар Иван Асен II, прекъсва съюза си с Никейската империя и сключва нов съюзен договор с регента Ансо дьо Кайо. През есента на 1237 г. българските войски и кумнаските им съюзници опустошават Тракия и заедно с латинците обсаждат крепостта Цурулум (Чорлу) защитавана от Никифор Тарханиот. Междувременно бълагрската столица Търново е опустошена от чумна епидемия и умират съпругата на Иван Асен II – Анна-Мария Унгарска, синът му Петър и патриарха. Българският цар приема това за божие наказание и връща войските си в България. Латинските войски също прекратяват обсадата. През 1238 г. за нов регент на Латинската Империя е избран Наржо дьо Туси.
За последен път за Ансо дьо Кайо се споменава около никейската обсада на Цурулум от 1247 г., когато баронът поверява управлението на крепостта на съпругата си Евдокия, разчитайки, че Йоан III Дука Ватаци няма да посмее да щурмува града, защитаван от балдъзата му. Никейците обаче превземат града и Евдокия Ласкарина, която е заловена, е изпратена обратно в Константинопол. Счита се, че от брака си с нея, баронът има син и дъщеря – Ансо (Анселм) и Евдокия, които след падането на Латинската Империя, намират спасение в Неаполитанското кралство в двора на Шарл I Анжуйски.

## Семейство
- Ансо дьо Кайо, син на барона. През 1273 г. е на служба при Шарл I Анжуйски, като вице-генерал на Албания, където умира. Женен за Мария Ангелина (1235 – †1285), сестра на Елена Анжуйска.
- Евдокия дьо Кайо (†1275), дъщеря на барона. Съпруга на Дрю дьо Бомон (Dreux de Beaumont) (†1276/77), сеньор на Сен-Женевиев, маршал на Сицилия.